# Eugen Jäger
Pour les articles homonymes, voir Jäger.

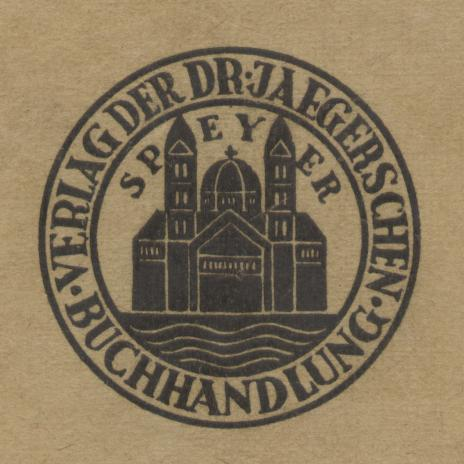
Emblème de la société, Jägerscher Verlag, Spire

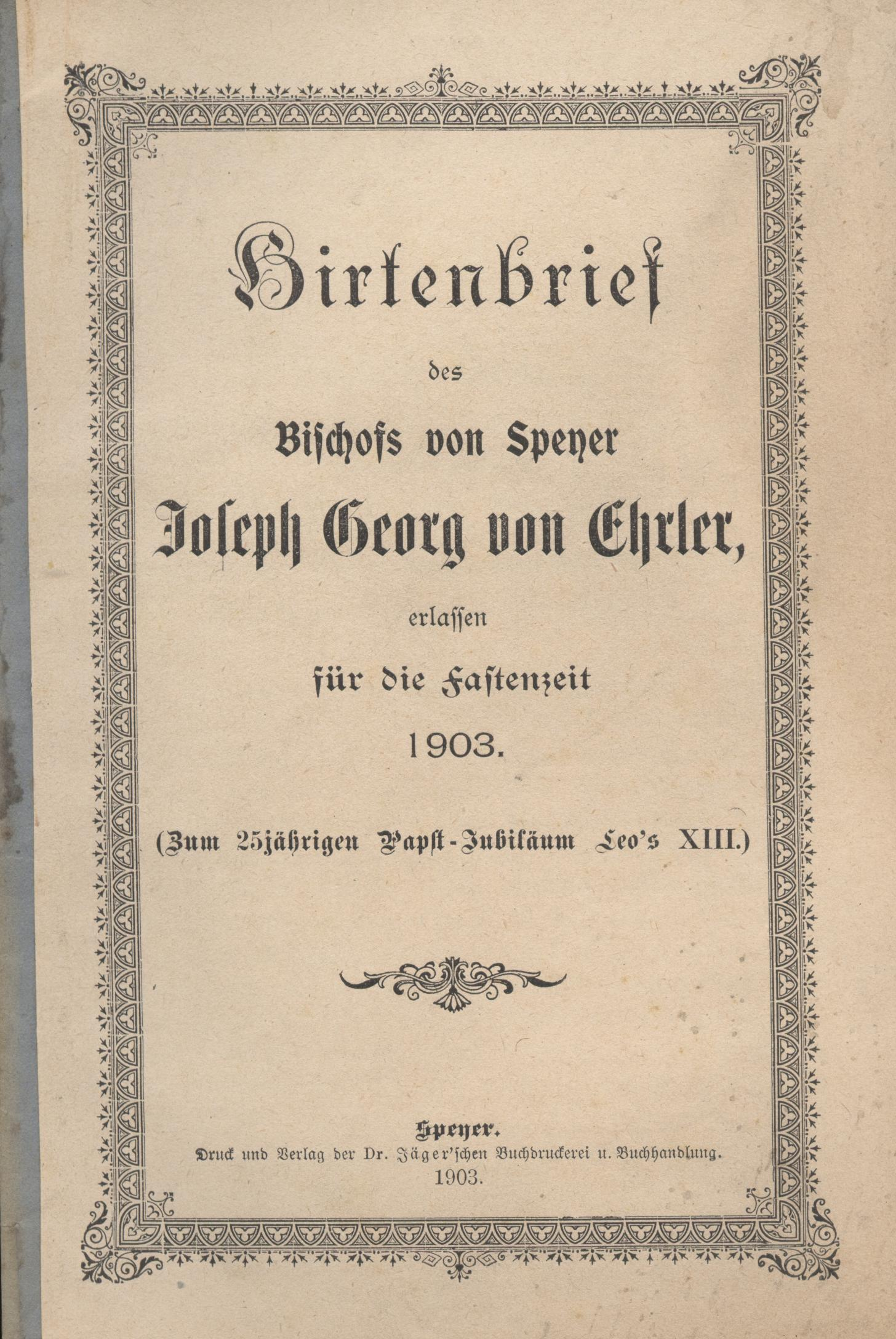
Lettre pastorale de l'évêque de Spire Joseph Georg von Ehrler, 1903, publiée par Jägerschen Verlag, Spire.

Eugen Jäger (nom de baptême Franz Paul Joseph Eugen Jäger; né le 27 août 1842 à Annweiler am Trifels et mort le 7 mai 1926 à Spire) est un éditeur et publiciste catholique, membre de la chambre des députés de Bavière (de) et député du Reichstag avec le Zentrum. En son temps, il est l'un des laïcs catholiques les plus actifs et les plus connus du diocèse de Spire. Il publie également sous le pseudonyme P. v. Rhein.

## Biographie
Eugen Jäger est le premier de quatre enfants. Ses parents sont le médecin généraliste Johann Lukas Jäger (de) de Harthausen et Apollonia Josefa Ludowika née Martin de Kaiserslautern. Le père, lui-même politiquement très actif, fonde la Pfälzer Zeitung à Spire en 1849 en tant qu '«organe de combat chrétien-conservateur pour ceux qui sont fidèles au roi» et, entre 1849 et 1858, est un membre conservateur du parlement bavarois.
Son frère Franz (1844-1883) est médecin à Edenkoben, son frère Richard (1845-1899) est un soldat bavarois, il réussit à devenir lieutenant-colonel. En 1875, il épouse Dora Bronzetti (1850-1934), fille du général de division Heinrich Bronzetti (de) (1815-1882) et petite-fille de Carl Joseph Bronzetti (de) (1788-1854). Son petit-fils du même nom, Richard Jaeger, poursuit les activités politiques d'Eugen Jäger en tant que député du Bundestag et ministre fédéral de la Justice. Sa sœur Luise (1846-1926) épouse le dernier président du Sénat bavarois au tribunal militaire impérial Rudolph von Richter (de) (1835-1919).
Le fils du parlementaire grandit en partie à Munich, étudie aux lycées de Mannheim et Spire et étudie finalement les sciences naturelles et l'ingénierie à Karlsruhe, Munich et Zurich. Au cours de ses études à Munich, Jäger, en tant que cofondateur de la fraternité et plus tard du Corps Germania (de) (en 1863, en tant que premier porte-parole), fait particulièrement campagne pour la reconnaissance sociale des étudiants des écoles techniques supérieures. Pendant son séjour à Karlsruhe, il est membre de la fraternité Teutonia (de) depuis 1860, mais démissionne en 1862.
Dès 1866, Eugen Jäger est rappelé à Spire par son père, car il ne peut plus faire seul le travail de son journal du Palatinat. Il suit maintenant ses traces, est moins actif dans les sciences naturelles qu'humaniste / religieux / politique et, en 1867, obtient un doctorat à Munich. En 1873/74, Jäger entame un bref échange de lettres avec Karl Marx.
À la mort du père en 1874, le fils reprend le journal et la maison d'édition de Spire. En 1876, Eugen Jäger fonde les journaux catholiques Rheinisches Volksblatt pour Spire et un peu plus tard le Palatinate Volksblatt pour les districts de Ludwigshafen et Frankenthal. En 1889, Jäger ajoute une librairie à l'édition de journaux et une succursale est créée à Ludwigshafen. La société opère sous le nom de : Jägersche Buchdruckerei und Buchhandlung, Speyer et Ludwigshafen. Dès 1874, Jäger a transféré le Pfälzer Zeitung, qu'il a hérité de son père, au Zentrum comme l'un de ses organes de presse officiels. Dans les années 1990, ses activités politiques l'ont contraint à laisser la rédaction de ses journaux à d'autres.
En 1882, avec le prêtre Franz Xaver Schädler et le propriétaire de la cave Deidesheim Johann Julius Siben (de), il fonde l'association Zentrum Palatinat (association régionale du parti), qu'il dirige en tant que président à partir de 1907.
De 1887 à 1911, Eugen Jäger est membre de la chambre des députés de Bavière (de) pour le Zentrum, et de 1898 à 1918 également du Reichstag, tous deux pour la circonscription souabe de Dillingen. De 1919 à 1920, il est membre de l'assemblée du district de Germersheim, puis pour le Parti populaire bavarois au parlement de l'État de Bavière (de). Pendant ce temps, Eugen Jäger agit en tant que président doyen du parlement. Il préside la session mémorable du parlement le 21 février 1919, au cours duquel deux députés sont assassinés. Quand le 21 février 1919, le ministre-président Kurt Eisner (USPD) est assassiné sur le chemin de la session du parlement, des partisans en colère d'Eisner pénètrent de force dans le parlement et tirent sur les députés Heinrich Osel (de) et le major Paul Ritter von Jahreiß (conseiller au ministère de la Guerre de Bavière). Le député du SPD et ancien ministre de l'Intérieur Erhard Auer (de) est grièvement blessé, mais ce dernier est secouru par une opération d'urgence.
De 1884 à 1920, Eugen Jäger est membre du conseil municipal de Spire. En 1869, il épouse Lina Moll, décédée en 1871 en donnant naissance à un enfant mort. Depuis 1874, il est marié à Rosa Neu d'Obermoschel et a 13 enfants avec elle. Il décède le 7 mai 1926 à Spire et inhumé au cimetière principal (alors le nouveau cimetière). La tombe avec l'inscription "Familie Jaeger" existe encore aujourd'hui. Jäger porte le titre de conseiller royal.
Jakob Bisson (de) lui consacre un chapitre séparé en 1956 dans son ouvrage standard sur l'histoire diocésaine, "Sept évêques de Spire et leur temps", car il est l'un des laïcs catholiques les plus importants du diocèse. Une rue de Spire porte le nom d'Eugen Jäger.
Dans ses propres publications principalement politiques, Jäger traite des questions sociales, de la question agricole et du système coopératif ainsi que de la politique ecclésiale et publie Socialisme moderne (1873)  et La question agraire du présent (4 volumes, 1882–1893), Histoire de la classe paysanne allemande (1889). De plus, peu de temps avant sa mort, il publie des mémoires politiques sous le titre: Innenpolitische Erinnerungen aus der wilhelminischen Aera (1926).
Avant la fondation de la maison d'édition Pilger-Verlag, propriété de l'Église, de nombreux écrits du diocèse de Spire ont été publiés dans sa maison d'édition. Pendant des décennies, toutes les lettres pastorales des évêques de Spire, la generalia (ordonnances écrites) de l'ordinariat et plus tard les feuilles d'ordonnance Oberhirtlichen (OVB) qui les ont remplacées sont publiées dans le Jägerschen Druckereiverlag, ainsi que des livres importants tels que les biographies de Mgr Konrad Reither (de) (Jakob Baumann, 1910), par Mgr Daniel Bonifaz von Haneberg (A. Huth, 1927), sur le chapitre de la cathédrale Franz Xaver Remling (de) (Jakob Baumann, 1903) et sur le prélat Damian Hugo Philipp Graf von Lehrbach (Joseph Schwind (de), 1915).
Dans l'esprit d'Eugen Jäger, l'imprimerie Jäger de Spire publie l'encyclique papale Mit brennender Sorge dans un tirage d'environ 40 000 exemplaires en 1937 et est ensuite fermée par la police d'État, les propriétaires sont ensuite expropriés sans compensation. Il n'est rendu au propriétaire d'origine qu'en 1951, lorsque la société Jäger Druck GmbH de Spire est reprise par Ernst Klett Stuttgart en 1972. Depuis lors, hormis quelques petites interruptions, Walter Wirtz dirige les activités de Jäger Druck GmbH. En 1989, Wirtz rachète Jäger Druck GmbH. Depuis lors, la société exerce ses activités sous le nom de Walter Wirtz Druck & Verlag .

## Mémorial

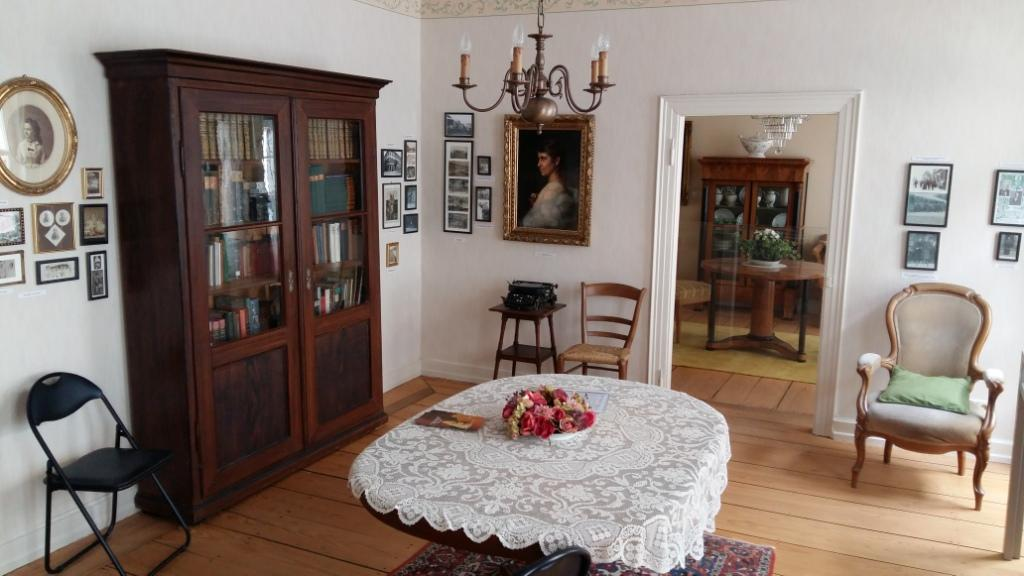
Eugen-Jäger-Stube

La ville de Spire et l'Eugen-Jäger-Stiftung, fondée en 2012, maintiennent l'Eugen-Jäger-Stube dans la Kleine Pfaffengasse comme mémorial pour l'éditeur. Dans trois salles au-dessus du musée SchPIRA, des meubles, des livres, des images et d'autres objets personnels de la succession de Jäger et de sa famille sont exposés.

## Travaux
- Das graphische Rechnen. Ferdinand Kleeberger, Speyer 1867 (Dissertation) Digitalisat
- Der moderne Socialismus. Karl Marx, die Internationale Arbeiter-Assoziation, Lassalle und die deutschen Socialisten. G. van Muyden, Berlin. 1873 Digitalisat
- V. A. Huber (de) ein Vorkämpfer der socialen Reform. In seinem Leben und seinen Bestrebungen dargestellt. Puttkammer & Mühlbrecht, Berlin 1880
- Genossenschaftswesen und die Reform des Genossenschaftsgesetzes. Germania, Berlin 1884 Digitalisat
- Die Handwerkerfrage. Germania, Berlin 1887
- Die französische Revolution und die sociale Bewegung. Bd. 1, Frankreich am Vorabende der Revolution von 1789. Puttkammer und Mühlbrecht, Berlin 1890 (Geschichte der socialen Bewegnung und des Socialismus in Frankreich Bd. 2)
- Agrarfrage der Gegenwart. Socialpolitische Studien. 4 Bde. Puttkammer und Mühlbrecht, Berlin 1882–1893
- P. v. Rhein: Jesuiten und Evangelischer Bund. Zeitgemäße Betrachtungen über 1. Jesuitenmoral u. Luthermoral, 2. Der Zweck heiligt das Mittel, 3. Die Lehre vom Tyrannenmord, 4. Protestantische Vertheidiger des Tyrannen- u. Königsmordes. 1892
- Die Bayerische Steuer-Reform von 1899. Ein Beitrag zur Mittelstandspolitik. Jäger'sche Buchdruckerei und Buchhandlung, Speyer 1900
- Die Wohnungsfrage. Germania, Berlin 1902 Digitalisat
- Die Reichsfinanzreform von 1906 und ihre neuen Steuern.  1.–3. Taus. Zentralstelle d. Volksver. f. d. kath. Deutschland, M. Gladbach 1906
- Das Zuwachssteuergesetz vom 14. Februar 1911. Seine wichtigsten Bestimmungen mit Anleitung und Beispielen zum Gebrauch für Grund- und Hausbesitzer. Volksvereins-Verlag, Mönchen-Gladbach 1913
- Krieg und Kriegsziele.Pustet, Regensburg 1917 (Bücher der Stunde. Bd. 2)
- Des großbritannischen Weltreichs Werdegang und Aufstieg. Eine kolonialpolitische Studie. Volksvereins-Verlag, M- Gladbach 1922 (Staatsbürger-Bibliothek Heft 107)
- Erinnerungen aus der wilhelminischen Zeit. Haas & Grabherr, Augsburg  1926 (Politik und Kultur 3)

## Domaine
- Eugen Jäger (partie du domaine dans le Landesarchiv Speyer)